# ボルトアクション方式
ボルトアクション方式（ボルトアクションほうしき）とは、ボルト（遊底）を手動で操作することで弾薬の装填、排出を行う機構を有する銃の総称である。比較的簡素で堅牢な構造ながら当時の歩兵銃としては良好な速射能力を発揮したため、金属薬莢の普及とともに本方式のライフルは19世紀末期から第二次世界大戦初中期にかけて各国軍の歩兵主力兵器となった。主力兵器の座を自動小銃やそれを小型化したアサルトライフルに譲った現在も、この方式は狙撃銃などに多く利用されている。日本語では鎖閂式（ささんしき）とも呼ばれる。

## 概要

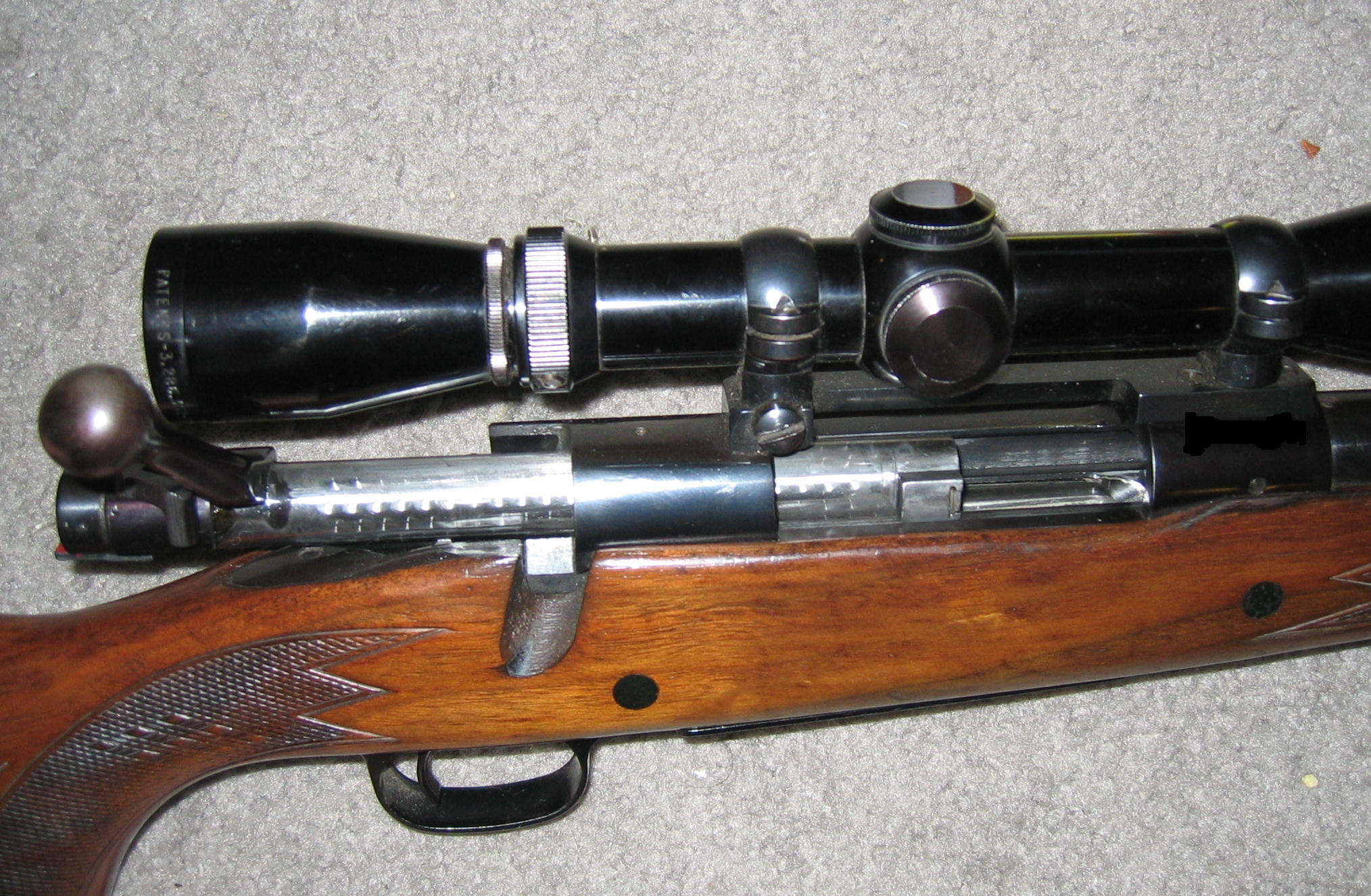
ボルトオープン状態のウィンチェスターM70。ボルト先端部に一対のロッキングラグを持ち、全てのボルト構成部品が一体となって回転する、典型的なモーゼル系のボルト構造である。

ボルトアクション機構は1836年にヨハン・ニコラウス・フォン・ドライゼによって発明されたドライゼ銃によって初めて実用化された。ドライゼ銃は単発銃ではあったが、それまでのマスケット銃やゲベール銃、日本の火縄銃などの前装銃に比べてはるかに早い発射速度を実現したボルトアクションは、同時期のスペンサー銃に代表されるレバーアクション共々、歩兵銃に前装式から後装式へのシフトを引き起こした。
しかし、紙製薬莢を用いるドライゼ銃はボルト先端と薬室間の密閉性に多少の問題を抱えており、ゴムリングなどの現在ではあまり用いられない機構で改良を図るシャスポー銃のような事例も初期には見られたが、1860年代にスナイドル銃やマルティニ・ヘンリー銃が確立した金属製薬莢の概念を移入したGew71やグラース銃が1870年代に登場したことで、現在に通ずるボルトアクションの基本概念が完成した。日本でも、欧州より10年ほど遅れた1880年に十三年式村田単発銃の配備に漕ぎ着けている。
世界の軍隊が黒色火薬を用いる単発式のボルトアクションまたはレバーアクションの一通りの配備を終えた時期と重なる1884年、フランスのポール・ヴィエイユが無煙火薬を発明したことで、歩兵銃に無煙火薬化と連発化という第二のパラダイムシフトが起きる。無煙火薬の登場当初は超音速下での弾道特性が未解明であったために、フランスのルベルM1886小銃や日本の二十二年式村田連発銃はチューブ弾倉と平頭弾頭の組み合わせを選択し、結果として命中精度の大幅な低下という形での挫折を経験しているが、同時期の1888年にモーゼルのGew88は箱形弾倉と尖頭弾頭の組み合わせを選択し、尖頭弾頭と回転式弾倉・直動式ボルトアクションを採用したステアーのマンリッヒャーM1888小銃共々、ボルトアクションを手動式連発銃として今日まで続く形態へと発展させるに至った。なお、ルベルは後に尖頭弾頭への転換で第一次世界大戦まで生き残りに成功するが、二十二年式村田はこうした弾頭変更が行われることなく、1897年に最初の有坂銃である三十年式歩兵銃へと置き換えられて日露戦争を待たずに姿を消している。
1890年代にはドイツのGew98（1898年）、イギリスのリー・エンフィールド（1895年）、ロシアのモシン・ナガン（1891年）など、その後の多くのボルトアクション銃の手本となる構造をもつものが次々に現れ、世界中の歩兵銃が更新されたことで歩兵火器の代名詞的存在となった。第二次世界大戦を通じて、発射速度が高い自動小銃やアサルトライフルに置き換えられるまで約100年の長きに渡り、歩兵銃を代表する存在としてその地位を保った。
今日でもボルトアクションは自動小銃に比べて構造が単純であるため、精度、信頼性、価格、整備性、耐久性、軽量性の面での優位性がある。また自動小銃と違って発射装薬量を多少変更しても動作に影響を及ぼさないという利点があり、精密射撃と個人向けカスタマイズに適した特性から、狙撃用、狩猟用、射撃競技用といった規格性や連射性能を重視しない用途では現在でも広く使われ続けている。自動小銃より僅かではあるが、自動作動に回らない分火薬燃焼エネルギーのロスは少ない。
またボルトアクション方式の銃の大半は小銃であるが、M26 MASSのように散弾銃でも採用例がある。

## 分類

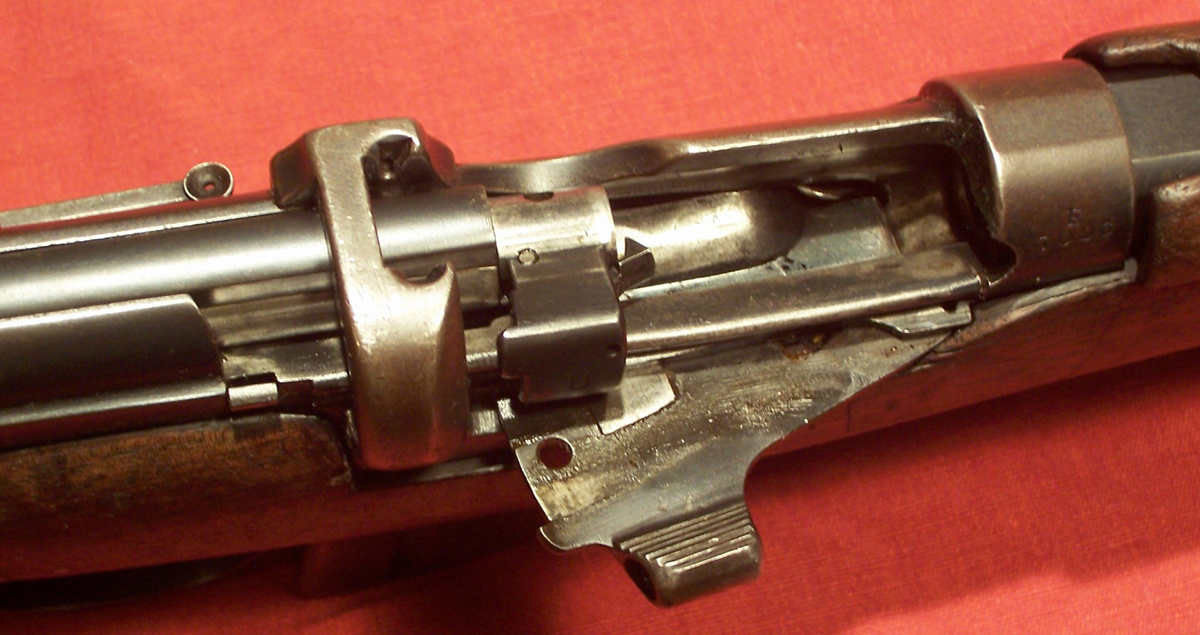
リー・エンフィールドMk-IIIの機関部。ボルトが引かれており、ボルトヘッドが見えているが、ヘッド自体は開閉に際しては常に同じ方向を向いており、ヘッドを回転させるとボルト本体を機関部から抜き取ることが出来る。

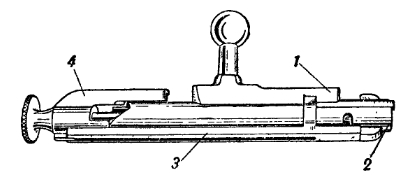
モシン・ナガンM1891のボルト。1=ボルトハンドル、2=ボルトヘッド、3=ボルト本体、4=コッキングピース。1と2は回転するが、3と4は回転しない。

ボルトアクション方式は、回転式ボルトアクション方式と、直動式（ストレートプル）ボルトアクション方式に大別される。
回転式ボルトアクション方式
ボルトに直結したボルトハンドル（槓桿）を起こしてボルトを回転させ薬室の閉鎖を解き、ボルトを後方に引き、排莢し、ボルトを前方に押し、弾薬を薬室に装填し、ボルトハンドルを倒してボルトを回転させ薬室を閉鎖する。モーゼル式小銃など、この方式がボルトアクションライフルの主流である。
直動式（ストレートプル）ボルトアクション方式
ボルトハンドルをそのまま後方に引き、また前方に戻すことで開放・排莢・装填・閉鎖の全ての動作が成立する。よって回転式と比較して動作時間が短くなり、発射速度が向上する利点がある。しかし内部構造が複雑になるという欠点もある。この方式はカナダのロス小銃やオーストリアのマンリッヒャーM1895、スイスのシュミット・ルビンM1889などに採用されていたが、この3者は全く異なる構造であり、軍用銃としてはシュミット・ルビン系の末裔であるen:K31の様な成功例もあったものの、主に強度上の問題がありボルトアクションライフルとしては非主流である。
しかし、近年では独ブレイザー社がブレイザーR93に代表される独自の直動式ボルトアクションで、狩猟・スポーツ射撃分野での商業的な成功を収めており、バイアスロンではアンシュッツ社の直動式ボルトアクションが、トグルアクションを採用するイズマッシュの競技用ライフルとワールドカップでの勢力を二分している。
コッキングの方式での分類としては、コックオン・クロージング方式とコックオン・オープニング方式がある。
コックオン・クロージング方式
ボルトハンドルを後方に引いた時に撃針と逆鈎（シアー）が噛み合い、前方に押す（戻す）過程で撃針ばねにテンションが掛かってコッキングされる。ボルトハンドルを起こす力がコックオン・オープニング方式に比べて小さくて済むが、閉鎖時にコッキングが行われる分、閉鎖時のボルトの動作に若干スムーズさが欠ける傾向がある。逆鈎と撃針の位置関係により、ボルトハンドルを起こしてから後方に引く（薬室を開放する）時にコッキングが完了する方式と、（引いた後で）前方に押す（戻す）時にコッキングされる方式に分類される。ボルトアクションの元祖であるドライゼ銃は後者の方式で、近代的な軍用銃ではリー・エンフィールドが代表例である。
日本の三八式歩兵銃に代表される有坂銃は、分類上はコックオン・クロージング方式であるが、厳密にはボルトハンドルを起こす際に撃針がハーフコックされ、ボルトを前後動する間にフルコックとなる、コックオン・オープニング方式と折衷したような作動方式であった。
コックオン・オープニング方式
ボルトハンドルを起こす際に、ボルト本体と撃針の間のカムが撃針を後方に押して撃針ばねにテンションを掛け、逆鈎と噛み合わせることでコッキングが成立、ボルトハンドルを倒すと撃発可能状態になる方式。そのためボルトハンドルを起こす際に力が要る。この力はボルトハンドルを閉鎖状態から開放位置まで引き起こす角度が鋭角になる程強くなるため、一般的には90度の開閉角度を取る場合が多い。しかし、操作性を重視してウェザビー・マークVのように60度以下の開閉角度を取ることもあり、この場合は若干操作力が犠牲となる。ボルトハンドルを完全に起こした段階でコッキングが完了するために、その後のボルトの前後動がスムーズであり、ボルトハンドルが開いている時はカムが撃針の前進を阻止するため、逆鈎が破損した場合も暴発が起きにくい。また、多くの銃ではボルトを起こした状態で引金を引きながらボルトをゆっくり閉鎖することで、安全なデコッキングが可能である。
初期のボルトアクションではグラース銃や村田銃がこの方式を採用、モーゼルもこの方式を採用したため、現在のボルトアクションのほとんどがこの方式を用いている。
歴史上多くのボルトアクションが回転式を採用してきたが、近代的なボルトアクションはボルト本体（アクション）の設計により、下記の3つの系列（三大ボルトアクションシステムとも呼ばれる）に分類することができる。
モーゼル系
ドイツのモーゼル（マウザー）が開発した系列で、最も著名なものが1898年に大成したGew98を筆頭とするモーゼル・M98アクションである。技術的特徴はコッキングにはコックオン・オープニング方式を採用しており、ボルトハンドルとボルト本体が全て一体となって回転する。メインのロッキングラグがボルトの先端（ボルトヘッド）に二つ設けられている設計である。この方式はボルト全体を1ピースの部品として製造することが多いために生産コストが高くなる反面、強度の高い構造となるため、より高圧のマグナム装弾にも対応することが出来る。生産コストの兼ね合いもあり、近年の民生品では省略されていることが多いが、軍用品の場合ボルトハンドルの付近にもう一つ小型のラグ（セーフティーラグ）を備えている。セーフティーラグはメインのラグが破損した場合になおも射撃を続けるためのものではなく、ボルトが後ろへ脱落して射手に危害が及ぶのを防ぐことが目的である。今日のボルトアクションはほとんどがこのモーゼル・M98アクションに則って設計されており、モーゼル自身もGew98当時と同じ構造のM98ライフルを現在でも販売している。欠点はボルトの前方にロッキングラグを持つ構造上、薬室側にラグの噛合部を設けられたボルトフェイスが深く入り込む設計となるため、必然的にボルトの移動距離が長くなりやすいことである。
モーゼル系でもM98の数年前に開発されたスウェディッシュ・マウザーと呼ばれる系列のM94やM96などは、コックオン・クロージング方式を採用しており、1897年の日本の三十年式歩兵銃に代表される有坂銃は、この系列のモーゼルを参考として発展したものであるが、こちらは現在では軍用・民生共に系譜が途絶えている。
リー・エンフィールド系

イギリスで開発された系列で、1888年のリー・メトフォードで初採用され、リー・エンフィールドが代表例として広まった。技術的特徴はコッキングにコックオン・クロージング方式を採用しており、ボルトハンドルとボルト本体は一体化されているが、ボルトヘッドのみが脱着式の別部品となっており、ボルトヘッドは開閉操作時には常に同じ方向を向いたまま回転しないことが特色である。この方式はロッキングラグをボルトフェイス側に設けることが出来ず、ボルト本体の後方に配置する必要があるため、ボルトハンドル直前に2つのロッキングラグを持つ。可動式のボルトヘッドは射撃を重ねていく内に少しずつガタや隙間が大きくなってくるため、必要に応じてボルトヘッドのみを交換して再調整を行う必要があるが、実包の薬量変更に伴い薬莢の長さが短くなった場合も、ボルトヘッドのみを交換することでヘッドスペースの変更が比較的簡単に行える利点がある。また、薬室側にラグの噛合部を切る必要のあるモーゼル系と比較して製造コストが安く済み、薬室内にボルトが入り込む設計にしなくて良い分ボルトの移動距離も短いため、マッドミニット（気が狂った1分）とも形容される程の速射性を誇っていた。この構造はイギリス以外ではフランスのMAS 36小銃にも採用されていた。
現在ではマグナム装弾などに対応しにくいこともあり、民生銃器では主流の構造では無くなっているが、一部の速射性を重視した.50BMG弾の対物ライフルに採用例が見られる。また、モーゼル同様に軍用のSMLE小銃に準じた構造のライフルがオーストラリアン・インターナショナル・アームズ社から現在も販売されている。
モシン・ナガン系

ロシアにて1891年に開発された系列で、基本はコックオン・オープニング方式でボルトヘッド側に2つのロッキングラグを持つが、ボルト関連の部品が全て一体部品として製造されるモーゼル系と異なり、モシン・ナガン系のボルトは2ピース構造で、ボルト本体部は開閉操作時には回転せずに、ボルトハンドルとボルトヘッドのみが一体となって回転する構造を採っている。厳密にはボルトハンドルとボルトヘッドは別部品となっているが、ボルトヘッドが静止したままでボルト本体が回転するリー・エンフィールド系とも異なる構造である。モーゼル系が薬室に垂直方向に噛み合うメインラグを持つのに対して、モシン・ナガンは水平方向に噛み合うメインラグを持ち、有坂銃などと同様にボルトハンドル自体がレシーバーと噛み合って緊急用ラグの役割を果たす。モシン・ナガン系のボルトの構造はモーゼル系に比べてやや複雑ながらも、非常に頑丈で耐久性があり、元々7.62x54mmR弾が180グレイン弾頭においては7mmレミントンマグナムに匹敵する威力を持つことから、高圧の実包の使用にも十分堪えられると認知されている。
モシン・ナガン系の構造はM1891/30等の軍用銃や、ソビエト連邦時代のボストーク・射撃用ライフルなどにしか採用されていないが、同国のAK-47などと同様に極めて多くの国でライセンス生産や模倣品の製造が行われたことから、市場に出回っている軍用銃経由の銃も非常に多く、軍用銃を狩猟・スポーツ射撃銃風に改造して使用するスポーターモデルのベースとしても人気がある。
なお、フランスのシャスポー銃や日本の村田銃がモシン・ナガン系と類似したボルト構造を有しているが、こちらはボルトヘッドがハンドルと完全に一体化しておりボルトハンドル以外のロッキングラグを持たない。後にフランスで開発されたルベルM1886、ベルティエ小銃などはフロントラグと分離型のボルトヘッドを持つモシン・ナガンと同様の構造となっており、厳密には開発時期はこちらの方が若干先である。

## 主なボルトアクション方式ライフル

### 第二次大戦までの主な一般兵用小銃
- プロイセン/ドイツ
  - ドライゼM1841
  - モーゼルM1871
  - Gewehr 1888小銃
  - モーゼルGew98小銃
  - モーゼルKar98k小銃
- フランス
  - シャスポー銃（Fusil modèle 1866）
  - グラース銃（Fusil Gras mle 1874）
  - ルベルM1886小銃
  - ベルティエM1916小銃（英語版）
  - MAS 36小銃
- スイス
  - シュミット・ルビンM1889
- ロシア/旧ソ連
  - ベルダンⅡ型 M1870 歩兵銃 （英語版）
  - モシン・ナガンM1891小銃
    - モシン・ナガンM1891/30(前者の改良型)
- イタリア
  - カルカノM1891
  - カルカノM1938
- ノルウェー
  - クラッグ・ヨルゲンセンM1894小銃
- オーストリア
  - マンリッヒャーM1895小銃
- アメリカ
  - レミントン・リーM1885小銃（英語版）
  - ネービー・リーM1895小銃（英語版）
  - スプリングフィールドM1892-99小銃（英語版）（クラッグ・ヨルゲンセン小銃の米国版）
  - スプリングフィールドM1903小銃
- イギリス
  - リー・エンフィールド小銃
    - ジャングル・カービンNo.5（イギリス）
    - デ・リーズル カービン（イギリス）
- 日本
  - 村田単発銃
  - 村田連発銃
  - 有坂銃
    - 三十年式歩兵銃
    - 三八式歩兵銃
      - 三八式騎兵銃
      - 四四式騎銃

    - 九九式短小銃
      - 二式小銃

### 第二次大戦までの対戦車ライフル
- マウザー M1918（ドイツ）
- デグチャレフPTRD1941（旧ソ連）
- ボーイズ対戦車ライフル （イギリス）

### 第二次大戦後の主な一般兵用小銃
- ツァスタバ M48
- 53式歩騎槍
- セトメトン
- イシャポール 2A小銃

### 第二次大戦後の狙撃用ライフル
- SIG BLASER R93（ドイツ）
- DSR-1（ドイツ）
- レミントンM700（アメリカ）
  - M24 SWS（アメリカ）
- L96A1（イギリス）
- FR-F1（フランス）
  - FR-F2（フランス）
- SV-98（ロシア）
- SAKO TRG-21（フィンランド）
- 豊和ゴールデンベア（日本）
  - 豊和M1500（日本）

## 主なボルトアクション方式散弾銃
元々はライフル銃に多い形式。セミオートと異なり機関部が自動的に動かず、ガス圧力の変化も起きない、銃身と機関部が一体化の構造の為、命中精度が高い銃が多い。

### 日本
- ミロク MSS-20（スラッグ専用銃。滑腔銃身のみのモデルながらも高い命中精度を誇る）
- 村田式散弾銃（軍用村田銃のライフリングを削り民間に払い下げた物で、明治末から戦後まもなくの時期まで長く日本の狩猟界を支え続けた）

### アメリカ
- M26 MASS  - ピストルグリップと銃床を装着することで単独での使用が可能、ボックスマガジン仕様
- ターハント SLUG-GUN（高精度のサボット弾専用銃。ハーフライフリング銃身）
- ブローニング A-BOLT（英語版） - ボックスマガジン仕様、ブローニング・アームズ・ミロク共作。
- マーリンファイアーアームズ（英語版）
  - Marlin Model 25MG（英語版） - ボックスマガジン仕様、1996年生産終了
  - Marlin Model 55（英語版） - ボックスマガジン仕様、2002年生産終了
  - マーリンM512
  - Marlin Model 780（英語版） - ボックスマガジン仕様
- シアーズ
  - JCヒギンズ（英語版）
    - J.C Higgins model 153 - 12ゲージ仕様。
    - J.C Higgins model 583
- モスバーグ（英語版）
  - モスバーグ183（英語版） - ボックスマガジン仕様、1971年生産終了
  - モスバーグ185（英語版） - ボックスマガジン仕様、1964年生産終了
  - モスバーグM695 - ボックスマガジン仕様、生産終了

### カナダ
- サベージアームズ（英語版）
  - サベージM210
  - Model 220 Slug Gun
  - Model 212 Slug Gun

### ロシア
- TOZ-106（英語版）

## その他

### イギリス
- ウェルロッド